# Comunele Italiei (G)
Această pagină conține lista comunelor din Italia a căror nume începe cu litera G. 
Pentru fiecare comună este indicată provincia și regiunea de care aparține.
| Comună                        | Provincia             | Regiune               |
| ----------------------------- | --------------------- | --------------------- |
| Gabbioneta-Binanuova 2975     | Cremona               | Lombardia             |
| Gabiano 2976                  | Alessandria           | Piemont               |
| Gabicce Mare 2977             | Pesaro e Urbino       | Marche                |
| Gaby 2978                     | Aosta                 | Valle d'Aosta         |
| Gadesco-Pieve Delmona 2979    | Cremona               | Lombardia             |
| Gadoni 2980                   | Nuoro                 | Sardinia              |
| Gaeta                         | Latina                | Lazio                 |
| Gaggi                         | Messina               | Sicilia               |
| Gaggiano                      | Milano                | Lombardia             |
| Gaggio Montano                | Bologna               | Emilia-Romagna        |
| Gaglianico                    | Biella                | Piemont               |
| Gagliano Aterno               | L'Aquila              | Abruzzo               |
| Gagliano Castelferrato        | Enna                  | Sicilia               |
| Gagliano del Capo             | Lecce                 | Puglia                |
| Gagliato                      | Catanzaro             | Calabria              |
| Gagliole 2990                 | Macerata              | Marche                |
| Gaiarine                      | Treviso               | Veneto                |
| Gaiba                         | Rovigo                | Veneto                |
| Gaiola                        | Cuneo                 | Piemont               |
| Gaiole in Chianti             | Siena                 | Toscana               |
| Gairo                         | Nuoro                 | Sardinia              |
| Gais                          | Bolzano               | Trentino-Alto Adige   |
| Galati Mamertino              | Messina               | Sicilia               |
| Galatina                      | Lecce                 | Puglia                |
| Galatone                      | Lecce                 | Puglia                |
| Galatro 3000                  | Reggio Calabria       | Calabria              |
| Galbiate                      | Lecco                 | Lombardia             |
| Galeata                       | Forlì-Cesena          | Emilia-Romagna        |
| Galgagnano                    | Lodi                  | Lombardia             |
| Gallarate                     | Varese                | Lombardia             |
| Gallese                       | Viterbo               | Lazio                 |
| Galliate                      | Novara                | Piemont               |
| Galliate Lombardo             | Varese                | Lombardia             |
| Galliavola                    | Pavia                 | Lombardia             |
| Gallicano                     | Lucca                 | Toscana               |
| Gallicano nel Lazio 3010      | Roma                  | Lazio                 |
| Gallicchio                    | Potenza               | Basilicata            |
| Galliera                      | Bologna               | Emilia-Romagna        |
| Galliera Veneta               | Padova                | Veneto                |
| Gallinaro                     | Frosinone             | Lazio                 |
| Gallio                        | Vicenza               | Veneto                |
| Gallipoli                     | Lecce                 | Puglia                |
| Gallo Matese                  | Caserta               | Campania              |
| Gallodoro                     | Messina               | Sicilia               |
| Galluccio                     | Caserta               | Campania              |
| Galtellì 3020                 | Nuoro                 | Sardinia              |
| Galzignano Terme              | Padova                | Veneto                |
| Gamalero                      | Alessandria           | Piemont               |
| Gambara                       | Brescia               | Lombardia             |
| Gambarana                     | Pavia                 | Lombardia             |
| Gambasca                      | Cuneo                 | Piemont               |
| Gambassi Terme                | Florența              | Toscana               |
| Gambatesa                     | Campobasso            | Molise                |
| Gambellara                    | Vicenza               | Veneto                |
| Gamberale                     | Chieti                | Abruzzo               |
| Gambettola 3030               | Forlì-Cesena          | Emilia-Romagna        |
| Gambolò                       | Pavia                 | Lombardia             |
| Gambugliano                   | Vicenza               | Veneto                |
| Gandellino                    | Bergamo               | Lombardia             |
| Gandino                       | Bergamo               | Lombardia             |
| Gandosso                      | Bergamo               | Lombardia             |
| Gangi                         | Palermo               | Sicilia               |
| Garaguso                      | Matera                | Basilicata            |
| Garbagna                      | Alessandria           | Piemont               |
| Garbagna Novarese             | Novara                | Piemont               |
| Garbagnate Milanese 3040      | Milano                | Lombardia             |
| Garbagnate Monastero          | Lecco                 | Lombardia             |
| Garda                         | Verona                | Veneto                |
| Gardone Riviera               | Brescia               | Lombardia             |
| Gardone Val Trompia           | Brescia               | Lombardia             |
| Garessio                      | Cuneo                 | Piemont               |
| Gargallo                      | Novara                | Piemont               |
| Gargazzone                    | Bolzano               | Trentino-Alto Adige   |
| Gargnano                      | Brescia               | Lombardia             |
| Garlasco                      | Pavia                 | Lombardia             |
| Garlate 3050                  | Lecco                 | Lombardia             |
| Garlenda                      | Savona                | Liguria               |
| Garniga Terme                 | Trento                | Trentino-Alto Adige   |
| Garzeno                       | Como                  | Lombardia             |
| Garzigliana                   | Torino                | Piemont               |
| Gasperina                     | Catanzaro             | Calabria              |
| Gassino Torinese              | Torino                | Piemont               |
| Gattatico                     | Reggio Emilia         | Emilia-Romagna        |
| Gatteo                        | Forlì-Cesena          | Emilia-Romagna        |
| Gattico                       | Novara                | Piemont               |
| Gattinara 3060                | Vercelli              | Piemont               |
| Gavardo                       | Brescia               | Lombardia             |
| Gavazzana                     | Alessandria           | Piemont               |
| Gavello                       | Rovigo                | Veneto                |
| Gaverina Terme                | Bergamo               | Lombardia             |
| Gavi                          | Alessandria           | Piemont               |
| Gavignano                     | Roma                  | Lazio                 |
| Gavirate                      | Varese                | Lombardia             |
| Gavoi                         | Nuoro                 | Sardinia              |
| Gavorrano                     | Grosseto              | Toscana               |
| Gazoldo degli Ippoliti 3070   | Mantova               | Lombardia             |
| Gazzada Schianno              | Varese                | Lombardia             |
| Gazzaniga                     | Bergamo               | Lombardia             |
| Gazzo                         | Padova                | Veneto                |
| Gazzo Veronese 3074           | Verona                | Veneto                |
| Gazzola                       | Piacenza              | Emilia-Romagna        |
| Gazzuolo                      | Mantova               | Lombardia             |
| Gela                          | Caltanissetta         | Sicilia               |
| Gemmano                       | Rimini                | Emilia-Romagna        |
| Gemona del Friuli             | Udine                 | Friuli-Veneția Giulia |
| Gemonio 3080                  | Varese                | Lombardia             |
| Genazzano                     | Roma                  | Lazio                 |
| Genga                         | Ancona                | Marche                |
| Genivolta                     | Cremona               | Lombardia             |
| Genola                        | Cuneo                 | Piemont               |
| Genoni                        | Oristano              | Sardinia              |
| Genova                        | Genova                | Liguria               |
| Genuri                        | Medio Campidano       | Sardinia              |
| Genzano di Lucania            | Potenza               | Basilicata            |
| Genzano di Roma               | Roma                  | Lazio                 |
| Genzone 3090                  | Pavia                 | Lombardia             |
| Gera Lario                    | Como                  | Lombardia             |
| Gerace                        | Reggio Calabria       | Calabria              |
| Geraci Siculo                 | Palermo               | Sicilia               |
| Gerano                        | Roma                  | Lazio                 |
| Gerenzago                     | Pavia                 | Lombardia             |
| Gerenzano                     | Varese                | Lombardia             |
| Gergei                        | Cagliari              | Sardinia              |
| Germagnano                    | Torino                | Piemont               |
| Germagno                      | Verbano-Cusio-Ossola  | Piemont               |
| Germignaga 3100               | Varese                | Lombardia             |
| Gerocarne                     | Vibo Valentia         | Calabria              |
| Gerola Alta                   | Sondrio               | Lombardia             |
| Gerosa                        | Bergamo               | Lombardia             |
| Gerre de' Caprioli            | Cremona               | Lombardia             |
| Gesico                        | Cagliari              | Sardinia              |
| Gessate                       | Milano                | Lombardia             |
| Gessopalena                   | Chieti                | Abruzzo               |
| Gesturi                       | Medio Campidano       | Sardinia              |
| Gesualdo                      | Avellino              | Campania              |
| Ghedi 3110                    | Brescia               | Lombardia             |
| Ghemme                        | Novara                | Piemont               |
| Ghiffa                        | Verbano-Cusio-Ossola  | Piemont               |
| Ghilarza                      | Oristano              | Sardinia              |
| Ghisalba                      | Bergamo               | Lombardia             |
| Ghislarengo                   | Vercelli              | Piemont               |
| Giacciano con Baruchella      | Rovigo                | Veneto                |
| Giaglione                     | Torino                | Piemont               |
| Gianico                       | Brescia               | Lombardia             |
| Giano Umbria                  | Perugia               | Umbria                |
| Giano Vetusto 3120            | Caserta               | Campania              |
| Giardinello                   | Palermo               | Sicilia               |
| Giardini-Naxos                | Messina               | Sicilia               |
| Giarole                       | Alessandria           | Piemont               |
| Giarratana                    | Ragusa                | Sicilia               |
| Giarre                        | Catania               | Sicilia               |
| Giave                         | Sassari               | Sardinia              |
| Giaveno                       | Torino                | Piemont               |
| Giavera del Montello          | Treviso               | Veneto                |
| Giba                          | Carbonia-Iglesias     | Sardinia              |
| Gibellina 3130                | Trapani               | Sicilia               |
| Gifflenga                     | Biella                | Piemont               |
| Giffone                       | Reggio Calabria       | Calabria              |
| Giffoni Sei Casali            | Salerno               | Campania              |
| Giffoni Valle Piana           | Salerno               | Campania              |
| Gignese                       | Verbano-Cusio-Ossola  | Piemont               |
| Gignod                        | Aosta                 | Valle d'Aosta         |
| Gildone                       | Campobasso            | Molise                |
| Gimigliano                    | Catanzaro             | Calabria              |
| Ginestra                      | Potenza               | Basilicata            |
| Ginestra degli Schiavoni 3140 | Benevento             | Campania              |
| Ginosa                        | Taranto               | Puglia                |
| Gioi                          | Salerno               | Campania              |
| Gioia dei Marsi               | L'Aquila              | Abruzzo               |
| Gioia del Colle               | Bari                  | Puglia                |
| Gioia Sannitica               | Caserta               | Campania              |
| Gioia Tauro                   | Reggio Calabria       | Calabria              |
| Gioiosa Ionica                | Reggio Calabria       | Calabria              |
| Gioiosa Marea                 | Messina               | Sicilia               |
| Giove                         | Terni                 | Umbria                |
| Giovinazzo 3150               | Bari                  | Puglia                |
| Giovo                         | Trento                | Trentino-Alto Adige   |
| Girasole                      | Nuoro                 | Sardinia              |
| Girifalco                     | Catanzaro             | Calabria              |
| Gironico                      | Como                  | Lombardia             |
| Gissi                         | Chieti                | Abruzzo               |
| Giuggianello                  | Lecce                 | Puglia                |
| Giugliano                     | Napoli                | Campania              |
| Giuliana                      | Palermo               | Sicilia               |
| Giuliano di Roma              | Frosinone             | Lazio                 |
| Giuliano Teatino 3160         | Chieti                | Abruzzo               |
| Giulianova                    | Teramo                | Abruzzo               |
| Giuncugnano                   | Lucca                 | Toscana               |
| Giungano                      | Salerno               | Campania              |
| Giurdignano                   | Lecce                 | Puglia                |
| Giussago                      | Pavia                 | Lombardia             |
| Giussano                      | Monza e della Brianza | Lombardia             |
| Giustenice                    | Savona                | Liguria               |
| Giustino                      | Trento                | Trentino-Alto Adige   |
| Giusvalla                     | Savona                | Liguria               |
| Givoletto 3170                | Torino                | Piemont               |
| Gizzeria                      | Catanzaro             | Calabria              |
| Glorenza                      | Bolzano               | Trentino-Alto Adige   |
| Godega di Sant'Urbano         | Treviso               | Veneto                |
| Godiasco Salice Terme         | Pavia                 | Lombardia             |
| Godrano                       | Palermo               | Sicilia               |
| Goito                         | Mantova               | Lombardia             |
| Golasecca                     | Varese                | Lombardia             |
| Golferenzo                    | Pavia                 | Lombardia             |
| Golfo Aranci                  | Sassari               | Sardinia              |
| Gombito 3180                  | Cremona               | Lombardia             |
| Gonars                        | Udine                 | Friuli-Veneția Giulia |
| Goni                          | Cagliari              | Sardinia              |
| Gonnesa                       | Carbonia-Iglesias     | Sardinia              |
| Gonnoscodina                  | Oristano              | Sardinia              |
| Gonnosfanadiga                | Medio Campidano       | Sardinia              |
| Gonnosnò                      | Oristano              | Sardinia              |
| Gonnostramatza                | Oristano              | Sardinia              |
| Gonzaga                       | Mantova               | Lombardia             |
| Gordona                       | Sondrio               | Lombardia             |
| Gorga 3190                    | Roma                  | Lazio                 |
| Gorgo al Monticano            | Treviso               | Veneto                |
| Gorgoglione                   | Matera                | Basilicata            |
| Gorgonzola                    | Milano                | Lombardia             |
| Goriano Sicoli                | L'Aquila              | Abruzzo               |
| Gorizia                       | Gorizia               | Friuli-Veneția Giulia |
| Gorla Maggiore                | Varese                | Lombardia             |
| Gorla Minore                  | Varese                | Lombardia             |
| Gorlago                       | Bergamo               | Lombardia             |
| Gorle                         | Bergamo               | Lombardia             |
| Gornate-Olona 3200            | Varese                | Lombardia             |
| Gorno                         | Bergamo               | Lombardia             |
| Goro                          | Ferrara               | Emilia-Romagna        |
| Gorreto                       | Genova                | Liguria               |
| Gorzegno                      | Cuneo                 | Piemont               |
| Gosaldo                       | Belluno               | Veneto                |
| Gossolengo                    | Piacenza              | Emilia-Romagna        |
| Gottasecca                    | Cuneo                 | Piemont               |
| Gottolengo                    | Brescia               | Lombardia             |
| Govone                        | Cuneo                 | Piemont               |
| Gozzano 3210                  | Novara                | Piemont               |
| Gradara                       | Pesaro e Urbino       | Marche                |
| Gradisca d'Isonzo             | Gorizia               | Friuli-Veneția Giulia |
| Grado                         | Gorizia               | Friuli-Veneția Giulia |
| Gradoli                       | Viterbo               | Lazio                 |
| Graffignana                   | Lodi                  | Lombardia             |
| Graffignano                   | Viterbo               | Lazio                 |
| Graglia                       | Biella                | Piemont               |
| Gragnano                      | Napoli                | Campania              |
| Gragnano Trebbiense           | Piacenza              | Emilia-Romagna        |
| Grammichele 3220              | Catania               | Sicilia               |
| Grana                         | Asti                  | Piemont               |
| Granaglione                   | Bologna               | Emilia-Romagna        |
| Granarolo Emilia              | Bologna               | Emilia-Romagna        |
| Grancona                      | Vicenza               | Veneto                |
| Grandate                      | Como                  | Lombardia             |
| Grandola ed Uniti             | Como                  | Lombardia             |
| Graniti                       | Messina               | Sicilia               |
| Granozzo con Monticello       | Novara                | Piemont               |
| Grantola                      | Varese                | Lombardia             |
| Grantorto 3230                | Padova                | Veneto                |
| Granze                        | Padova                | Veneto                |
| Grassano                      | Matera                | Basilicata            |
| Grassobbio                    | Bergamo               | Lombardia             |
| Gratteri                      | Palermo               | Sicilia               |
| Grauno                        | Trento                | Trentino-Alto Adige   |
| Gravedona ed Uniti            | Como                  | Lombardia             |
| Gravellona Lomellina          | Pavia                 | Lombardia             |
| Gravellona Toce               | Verbano-Cusio-Ossola  | Piemont               |
| Gravere                       | Torino                | Piemont               |
| Gravina di Catania 3240       | Catania               | Sicilia               |
| Gravina in Puglia             | Bari                  | Puglia                |
| Grazzanise                    | Caserta               | Campania              |
| Grazzano Badoglio             | Asti                  | Piemont               |
| Greccio                       | Rieti                 | Lazio                 |
| Greci                         | Avellino              | Campania              |
| Greggio                       | Vercelli              | Piemont               |
| Gremiasco                     | Alessandria           | Piemont               |
| Gressan                       | Aosta                 | Valle d'Aosta         |
| Gressoney-La-Trinité          | Aosta                 | Valle d'Aosta         |
| Gressoney-Saint-Jean 3250     | Aosta                 | Valle d'Aosta         |
| Greve in Chianti              | Florența              | Toscana               |
| Grezzago                      | Milano                | Lombardia             |
| Grezzana                      | Verona                | Veneto                |
| Griante                       | Como                  | Lombardia             |
| Gricignano di Aversa          | Caserta               | Campania              |
| Grignasco                     | Novara                | Piemont               |
| Grigno                        | Trento                | Trentino-Alto Adige   |
| Grimacco                      | Udine                 | Friuli-Veneția Giulia |
| Grimaldi                      | Cosenza               | Calabria              |
| Grinzane Cavour 3260          | Cuneo                 | Piemont               |
| Grisignano di Zocco           | Vicenza               | Veneto                |
| Grisolia                      | Cosenza               | Calabria              |
| Grizzana Morandi              | Bologna               | Emilia-Romagna        |
| Grognardo                     | Alessandria           | Piemont               |
| Gromo                         | Bergamo               | Lombardia             |
| Grondona                      | Alessandria           | Piemont               |
| Grone                         | Bergamo               | Lombardia             |
| Grontardo                     | Cremona               | Lombardia             |
| Gropello Cairoli              | Pavia                 | Lombardia             |
| Gropparello 3270              | Piacenza              | Emilia-Romagna        |
| Groscavallo                   | Torino                | Piemont               |
| Grosio                        | Sondrio               | Lombardia             |
| Grosotto                      | Sondrio               | Lombardia             |
| Grosseto                      | Grosseto              | Toscana               |
| Grosso                        | Torino                | Piemont               |
| Grottaferrata                 | Roma                  | Lazio                 |
| Grottaglie                    | Taranto               | Puglia                |
| Grottaminarda                 | Avellino              | Campania              |
| Grottammare                   | Ascoli Piceno         | Marche                |
| Grottazzolina 3280            | Fermo                 | Marche                |
| Grotte                        | Agrigento             | Sicilia               |
| Grotte di Castro              | Viterbo               | Lazio                 |
| Grotteria                     | Reggio Calabria       | Calabria              |
| Grottole                      | Matera                | Basilicata            |
| Grottolella                   | Avellino              | Campania              |
| Gruaro                        | Veneția               | Veneto                |
| Grugliasco                    | Torino                | Piemont               |
| Grumello Cremonese ed Uniti   | Cremona               | Lombardia             |
| Grumello del Monte            | Bergamo               | Lombardia             |
| Grumento Nova 3290            | Potenza               | Basilicata            |
| Grumes                        | Trento                | Trentino-Alto Adige   |
| Grumo Appula                  | Bari                  | Puglia                |
| Grumo Nevano                  | Napoli                | Campania              |
| Grumolo delle Abbadesse       | Vicenza               | Veneto                |
| Guagnano                      | Lecce                 | Puglia                |
| Gualdo                        | Macerata              | Marche                |
| Gualdo Cattaneo               | Perugia               | Umbria                |
| Gualdo Tadino                 | Perugia               | Umbria                |
| Gualtieri                     | Reggio Emilia         | Emilia-Romagna        |
| Gualtieri Sicaminò 3300       | Messina               | Sicilia               |
| Guamaggiore                   | Cagliari              | Sardinia              |
| Guanzate                      | Como                  | Lombardia             |
| Guarcino                      | Frosinone             | Lazio                 |
| Guarda Veneta                 | Rovigo                | Veneto                |
| Guardabosone                  | Vercelli              | Piemont               |
| Guardamiglio                  | Lodi                  | Lombardia             |
| Guardavalle                   | Catanzaro             | Calabria              |
| Guardea                       | Terni                 | Umbria                |
| Guardia Lombardi              | Avellino              | Campania              |
| Guardia Perticara 3310        | Potenza               | Basilicata            |
| Guardia Piemontse             | Cosenza               | Calabria              |
| Guardia Sanframondi           | Benevento             | Campania              |
| Guardiagrele                  | Chieti                | Abruzzo               |
| Guardialfiera                 | Campobasso            | Molise                |
| Guardiaregia                  | Campobasso            | Molise                |
| Guardistallo                  | Pisa                  | Toscana               |
| Guarene                       | Cuneo                 | Piemont               |
| Guasila                       | Cagliari              | Sardinia              |
| Guastalla                     | Reggio Emilia         | Emilia-Romagna        |
| Guazzora 3320                 | Alessandria           | Piemont               |
| Gubbio                        | Perugia               | Umbria                |
| Gudo Visconti                 | Milano                | Lombardia             |
| Guglionesi                    | Campobasso            | Molise                |
| Guidizzolo                    | Mantova               | Lombardia             |
| Guidonia Montecelio           | Roma                  | Lazio                 |
| Guiglia                       | Modena                | Emilia-Romagna        |
| Guilmi                        | Chieti                | Abruzzo               |
| Gurro                         | Verbano-Cusio-Ossola  | Piemont               |
| Guspini                       | Medio Campidano       | Sardinia              |
| Gussago 3330                  | Brescia               | Lombardia             |
| Gussola 3331                  | Cremona               | Lombardia             |